# Ardross
Ardross (1976-1994) est un cheval de course pur-sang anglais, spécialiste des courses de plat. Il est l'un des meilleurs stayers de l'histoire des courses européennes.

## Carrière de courses
Élevé par son futur entraîneur Paddy Prendergast pour le compte d'Elisabeth Ireland Poe, Ardross connaît un début de carrière pour le moins singulier. Il fait ses premiers pas en mai de son année de 3 ans, et directement dans un groupe 2, les Nijinsky Stakes. Lorsqu’un poulain débute dans un groupe, c’est qu’il est hautement estimé par son entourage. Ce n’est pas le cas d’Ardross, qui s’élance à 100/1 et fait simplement office de leader pour son compagnon d’écurie Noelino. Noelino s’impose, et personne ne remarque son leader, sixième sur sept. Trois semaines plus tard, le revoilà dans un autre groupe 2, les Gallinule Stakes, et cette fois il n’est plus dévoué qu’à sa propre cause. Une cote de 50/1 accueille cette curieuse candidature. Et on écarquille les yeux quand il laisse le dénommé Palace Dan à 2 longueurs. Direction Ascot et le meeting royal pour les King Edward VII Stakes : Ardross termine dans le lointain et retombe aussitôt dans l’anonymat.
1980. Quatrième pour sa rentrée sur 2 000 mètres, Ardross se produit pour la première fois sur longue distance en mai à Leopardstown dans les Saval Beg Stakes, une Listed Race. Et il s’impose facilement, laissant entrevoir de réelles aptitudes pour l’exercice. Il est aussitôt envoyé disputer la plus grande course pour stayers, l’Ascot Gold Cup pour affronter le tenant du titre Le Moss, caïd des marathoniens anglo-irlandais de l’époque et accessoirement son grand-oncle (le grand-père d'Ardross, Levmoss, est son propre frère). Le Moss reste le boss, mais Ardoss n’échoue qu’à sa hanche à l'issue d'une lutte formidable, et le voilà désormais son challenger numéro 1. Le lendemain, Paddy Prendergast meurt. Et c'est son fils Kevin qui devient l'entraîneur d'Ardross, qui retrouve Le Moss dans la Goodwood Cup puis la Doncaster Cup, deux courses dont ce dernier est le tenant du titre. Et dans chacune d'elles il fait le doublé, devançant à chaque fois Ardross d’une encolure. Leurs chemins se séparent ensuite, Le Moss va terminer sa carrière en France par une courte défaite dans le Prix Gladiateur, tandis qu'Ardross débarrassé de son rival et désormais associé à Lester Piggott remporte les Jockey Club Stakes, puis vient en France terminer à la troisième place du Prix Royal Oak de Gold River. 
En 1981, Ardross est vendu à Charles St George, passe sous la responsabilité de Henry Cecil, et devient le roi incontesté des stayers en s'adjugeant une une triplette de Cups : Yorkshire Cup, Gold Cup, Goodwood Cup. N'ayant plus d'adversaires à sa mesure, il revient avec bonheur sur des distances plus courtes, là où Le Moss avait besoin d'au moins 3 200 mètres pour donner sa pleine mesure. Sa victoire dans les Geoffrey Freer Stakes, sur 2 600 mètres est comme un examen réussi et ouvre la voie à une candidature dans le Prix de l'Arc de Triomphe. Un pari osé, mais Ardross, s'il semble manquer d'un peu de classe pour s'illustrer sur la distance classique, s'en sort avec les honneurs en terminant cinquième de Gold River malgré la place à la corde, le 24. Puis il reste en France pour ne faire qu'une bouchée de ses adversaires dans le Prix Royal Oak. 
Toujours vaillant à 6 ans, Ardross repart au combat et maintient sans peine sa mainmise sur le circuit des stayers, malgré les pénalités au poids dues à son riche palmarès. Sa première partie de saison est parfaite, quatre victoires faciles en autant de sorties, avec pour point culminant un doublé dans la Gold Cup. N'ayant plus rien à prouver chez les stayers, la tentation est grande de le faire revenir sur plus court, et Ardross s'y colle dans les Princess of Wales's Stakes mais échoue face à ses cadets, à qui il doit rendre beaucoup de poids. Il renoue avec la victoire dans les Geoffrey Freer Stakes puis la Doncaster Cup. La fin de carrière approche. Comment finir ? En allant une nouvelle fois défier les meilleurs classiques et chevaux d'âge européen sur les 2 400 mètres du Prix de l'Arc de Triomphe. Ardross est peut-être meilleur que jamais en cette année 1982. Il a son terrain, davantage d'expérience, un mental aguerri et une tenacité à toute épreuve. Et un Piggott déchaîné qui, après avoir été un peu pris de vitesse, lance son partenaire dans les derniers hectomètres, Ardross donne tout ce qu'il a mais échoue sur le poteau, une tête, face à la pouliche de 3 ans Akiyda. Cinquante mètres de plus et il aurait gagné, trouvant une récompense suprême pour la longue et riche carrière de celui qui restera comme l'un des meilleurs stayers de l'histoire.   

### Résumé de carrière
| Date         | Hippodrome   | Pays        | Course                     | Statut      | Distance    | Jockey         | Place       | Écart       | Vainqueur ou deuxième |
| 1979, 3 ans  | 1979, 3 ans  | 1979, 3 ans | 1979, 3 ans                | 1979, 3 ans | 1979, 3 ans | 1979, 3 ans    | 1979, 3 ans | 1979, 3 ans | 1979, 3 ans           |
| ------------ | ------------ | ----------- | -------------------------- | ----------- | ----------- | -------------- | ----------- | ----------- | --------------------- |
| 5 mai        | Leopardstown | Irlande     | Nijinsky Stakes            | Gr. 2       | 2 000 m     | Sean Moore     | 6e / 7      | ―           | Noelino               |
| 26 mai       | Curragh      | Irlande     | Gallinule Stakes           | Gr. 2       | 2 400 m     | Sean Moore     | 1er / 6     | 2           | Palace Dan            |
| 21 juin      | Ascot        | Royaume-Uni | King Edward VII Stakes     | Gr. 2       | 2 400 m     | Chris Roche    | 7e / 9      | ―           | Ela-Mana-Mou          |
| 1980, 4 ans  |              |             |                            |             |             |                |             |             |                       |
| 29 mars      | Phoenix Park | Irlande     |                            | Listed      | 2 000 m     | ―              | 4e / 14     | ―           | Croghan Hill          |
| 10 mai       | Leopardstown | Irlande     | Saval Beg Stakes           | Listed      | 3 200 m     | Chris Roche    | 1er / 14    | 6           | Croghan Hill          |
| 19 juin      | Ascot        | Royaume-Uni | Gold Cup                   | Gr. 1       | 4 000 m     | Chris Roche    | 2e / 8      | 3/4         | Le Moss               |
| 31 juillet   | Goodwood     | Royaume-Uni | Goodwood Cup               | Gr. 2       | 4 200 m     | Chris Roche    | 2e / 5      | encolure    | Le Moss               |
| 11 septembre | Doncaster    | Royaume-Uni | Doncaster Cup              | Gr. 3       | 3 600 m     | Chris Roche    | 2e / 6      | encolure    | Le Moss               |
| 4 octobre    | Newmarket    | Royaume-Uni | Jockey Club Cup            | Gr. 3       | 3 200 m     | Lester Piggott | 1er / 5     | 1 ½         | More Light            |
| 26 octobre   | Longchamp    | France      | Prix Royal Oak             | Gr. 1       | 3 100 m     | Lester Piggott | 3e / 13     | 3           | Gold River            |
| 1981, 5 ans  |              |             |                            |             |             |                |             |             |                       |
| 14 mai       | York         | Royaume-Uni | Yorkshire Cup              | Gr. 2       | 2 800 m     | Lester Piggott | 1er / 6     | 3           | Nicholas Bill         |
| 18 juin      | Ascot        | Royaume-Uni | Gold Cup                   | Gr. 1       | 4 000 m     | Lester Piggott | 1er / 4     | 1           | Shoot A Line          |
| 30 juillet   | Goodwood     | Royaume-Uni | Goodwood Cup               | Gr. 2       | 4 200 m     | Lester Piggott | 1er / 6     | 1           | Donegal Prince        |
| 15 août      | Newbury      | Royaume-Uni | Geoffrey Freer Stakes      | Gr. 2       | 2 600 m     | Lester Piggott | 1er / 4     | 5           | Castle Keep           |
| 4 octobre    | Longchamp    | France      | Prix de l'Arc de Triomphe  | Gr. 1       | 2 400 m     | Lester Piggott | 5e / 24     | 4 ¾         | Gold River            |
| 25 octobre   | Longchamp    | France      | Prix Royal Oak             | Gr. 1       | 3 100 m     | Lester Piggott | 1er / 7     | 4           | Proustille            |
| 1982, 6 ans  |              |             |                            |             |             |                |             |             |                       |
| 30 avril     | Newmarket    | Royaume-Uni | Jockey Club Stakes         | Gr. 3       | 2 400 m     | Lester Piggott | 1er / 6     | 1/2         | Glint of Gold         |
| 13 mai       | York         | Royaume-Uni | Yorkshire Cup              | Gr. 2       | 2 800 m     | Lester Piggott | 1er / 6     | 1           | Capstan               |
| 1er juin     | Sandown      | Royaume-Uni | Henry II Cup               | Gr. 3       | 3 200 m     | Lester Piggott | 1er / 5     | 2           | Capstan               |
| 17 juin      | Ascot        | Royaume-Uni | Gold Cup                   | Gr. 1       | 4 000 m     | Lester Piggott | 1er / 5     | 3           | Tipperary             |
| 6 juillet    | Newmarket    | Royaume-Uni | Princess of Wales's Stakes | Gr. 2       | 2 400 m     | Lester Piggott | 3e / 4      | 6           | Height of Fashion     |
| 14 août      | Newbury      | Royaume-Uni | Geoffrey Freer Stakes      | Gr. 2       | 2 600 m     | Lester Piggott | 1er / 4     | 4           | Baffin                |
| 9 septembre  | Doncaster    | Royaume-Uni | Doncaster Cup              | Gr. 3       | 3 600 m     | Lester Piggott | 1er / 8     | 1 ½         | Heighlin              |
| 3 octobre    | Longchamp    | France      | Prix de l'Arc de Triomphe  | Gr. 1       | 2 400 m     | Lester Piggott | 2e / 17     | tête        | Akiyda                |

## Au haras
Syndiqué à haute de 2 millions de Livres, Ardross entre au haras en Angleterre, mais sa carrière d'étalon restera modeste. Il est d'ailleurs vite dirigé sur une jumenterie à vocation obstacles. Il meurt d'une crise cardiaque à 18 ans, en février 1994.

## Origines
Ardross est un fils de l'Américain Run The Gantlet, cheval de l'année sur gazon en 1971 (Man o'War Stakes, United Nations Stakes, Washington, D.C. International), venu faire la monte en Irlande avec un certain succès, donnant notamment April Run (Prix Vermeille, Turf Classic Invitational, Washington, D.C. International), Commanche Run (Benson & Hedges Gold Cup, Irish Champion Stakes, St. Leger) ou encore Providential (Critérium de Saint-Cloud, Washington, D.C. International). 
Ardross est en quelque sorte l'hériter de son père de mère Levmoss. Irlandais comme lui, Levmoss fut un grand stayer lui aussi, remportant la Gold Cup et le Prix du Cadran, mais il fut plus heureux que son petit-fils dans le Prix de l'Arc de Triomphe, qu'il remporta en 1969. Le Melody, sa mère, eut une carrière éphémère : deux courses, deux victoires dont un groupe 3 en Italie (Premio Natale di Roma), et puis une blessure qui l'envoie au haras. Après Ardross, elle a donné deux pouliches qui se sont illustrées sous la casaque de Cheikh Mohammed :  Gesedeh (par Ela-Mana-Mou), gagnante du Prix de Flore (Gr.3) deuxième des Sun Chariot Stakes (Gr.2) et des September Stakes (Gr.3), troisième des Prince of Wales's Stakes (Gr.2) et du Grosser Dallmayr-Preis (Gr.2). Et Larrocha (par Sadler's Wells) : troisième du Prix Vermeille et mère de Razkalla (par Caerleon), qui se classa deuxième d'un Dubai Sheema Classic. 
Le Melody est une sœur d'Arctique Royale (par Royal and Regal), lauréate des Moyglare Stud Stakes et des Irish 1000 Guineas avant de s'affirmer comme une reproductrice très influente, mère entre autres de Modhish (Grand Prix de Deauville, Prix Jean-de-Chaudenay, Prix Foy, 3e du Grand Prix de Saint-Cloud), de Russian Snows (Prix de Royallieu, 2e des Oaks) et de Truly Special (Prix de Royaumont, 3e du Prix de l'Opéra), et à l'origine d'une famille ultra performante où l'on croise d'innombrables chevaux de haut niveau tels Moonstone (Oaks), US Army Ranger (2e du Derby), L'Ancresse (2e des Oaks et de la Breeders' Cup Filly & Mare Turf), Master of Reality (3e de la Gold Cup), Cerulean Sky (Prix Saint-Alary), Truly A Dream (E.P. Taylor Stakes)...  

### Pedigree
| Origines de Ardross (IRE), mâle bai né en 1976 | Origines de Ardross (IRE), mâle bai né en 1976 | Origines de Ardross (IRE), mâle bai né en 1976 | Origines de Ardross (IRE), mâle bai né en 1976 |
| ---------------------------------------------- | ---------------------------------------------- | ---------------------------------------------- | ---------------------------------------------- |
| Père Run The Gantlet 1968                      | Tom Rolfe 1962                                 | Ribot                                          | Tenerani                                       |
| Père Run The Gantlet 1968                      | Tom Rolfe 1962                                 | Ribot                                          | Romanella                                      |
| Père Run The Gantlet 1968                      | Tom Rolfe 1962                                 | Pocahontas                                     | Roman                                          |
| Père Run The Gantlet 1968                      | Tom Rolfe 1962                                 | Pocahontas                                     | How                                            |
| Père Run The Gantlet 1968                      | First Feather 1963                             | First Landing                                  | Turn-To                                        |
| Père Run The Gantlet 1968                      | First Feather 1963                             | First Landing                                  | Hildene                                        |
| Père Run The Gantlet 1968                      | First Feather 1963                             | Quill                                          | Princequillo                                   |
| Père Run The Gantlet 1968                      | First Feather 1963                             | Quill                                          | Quick Touch                                    |
| Mère Le Melody 1971                            | Levmoss 1965                                   | Le Levanstell                                  | Le Lavandou                                    |
| Mère Le Melody 1971                            | Levmoss 1965                                   | Le Levanstell                                  | Stella's Sister                                |
| Mère Le Melody 1971                            | Levmoss 1965                                   | Feemoss                                        | Ballymoss                                      |
| Mère Le Melody 1971                            | Levmoss 1965                                   | Feemoss                                        | Feevagh                                        |
| Mère Le Melody 1971                            | Arctic Melody 1962                             | Arctic Slave                                   | Arctic Star                                    |
| Mère Le Melody 1971                            | Arctic Melody 1962                             | Arctic Slave                                   | Roman Galley                                   |
| Mère Le Melody 1971                            | Arctic Melody 1962                             | Bell Bird                                      | Mustang                                        |
| Mère Le Melody 1971                            | Arctic Melody 1962                             | Bell Bird                                      | Belpatrick (famille 23)                        |